# インターナショナル (社会主義)
インターナショナル（英: International(e), International(e) Workingmen's Association、仏: Internationale, Association Internationale des travailleurs）は、プロレタリア国際主義に基づく労働者・労働運動・社会主義運動の国際諸組織の通称。インターともいい、次のものがある。

## 過去に存在したもの
- 共産主義者同盟 (1847-1852)
- Anarchist St. Imier International (1872–1877)
- 第一インターナショナル (1864-1876) ロンドンで英仏労働者の指導者らが結成。マルクスの理論的指導によって国際社会主義団体へと発展を遂げていく。しかし、無政府主義者との対立から解散を余儀なくされた。
- International Working People's Association (1881-?、黒色インターナショナル）- 第一インターナショナルから除名されたバクーニンの支持者らが結成。アナキズム。
- 第二インターナショナル (1889- 第一次大戦）社会主義者・社会民主主義者が協同してパリで結成。
- アムステルダム・インターナショナル（1903-1945、国際労働組合連盟）
- 第二半インターナショナル (1921-1923、国際社会主義党行動同盟、ウィーン・インターナショナル、ウィーン連合） - 第二インターナショナルと合流し、労働社会主義インターナショナルを形成した。
- 労働社会主義インターナショナル（1923-1940）- 第二次世界大戦後に社会主義インターナショナルに改組。
- 第三インターナショナル（1919-1943、共産主義インターナショナル、国際共産党、コミンテルン）：レーニンらがモスクワで結成。
- 赤色労働組合インターナショナル（1921-1938、プロフィンテルン、Profintern）
- コミンフォルム (1947-1956、共産党・労働者党情報局、共産党国際情報局) - 第二次世界大戦後にスターリンとチトーが提唱。

## 現存するもの
- 第四インターナショナル (1938-) - 第三インター（コミンテルン）に対する反主流派としてレフ・トロツキーが結成。トロツキズム。各派に分裂状態。
- 社会主義インターナショナル - (1951-) - 第二インターナショナル、労働社会主義インターナショナルを継承して結成。社会民主主義の国際組織。
- 国際共産主義潮流 (1975-) - 左翼共産主義

現在では社会主義インターナショナルが社会主義の主流とされ、世界の130の政党を組織し、欧州連合15か国中13か国（1998年時点）の政権与党であった。日本からはかつては日本社会党・民社党、現在は社会民主党が参加。

## その他
- 第五インターナショナル - 提唱中